# Horhausen (Theres)

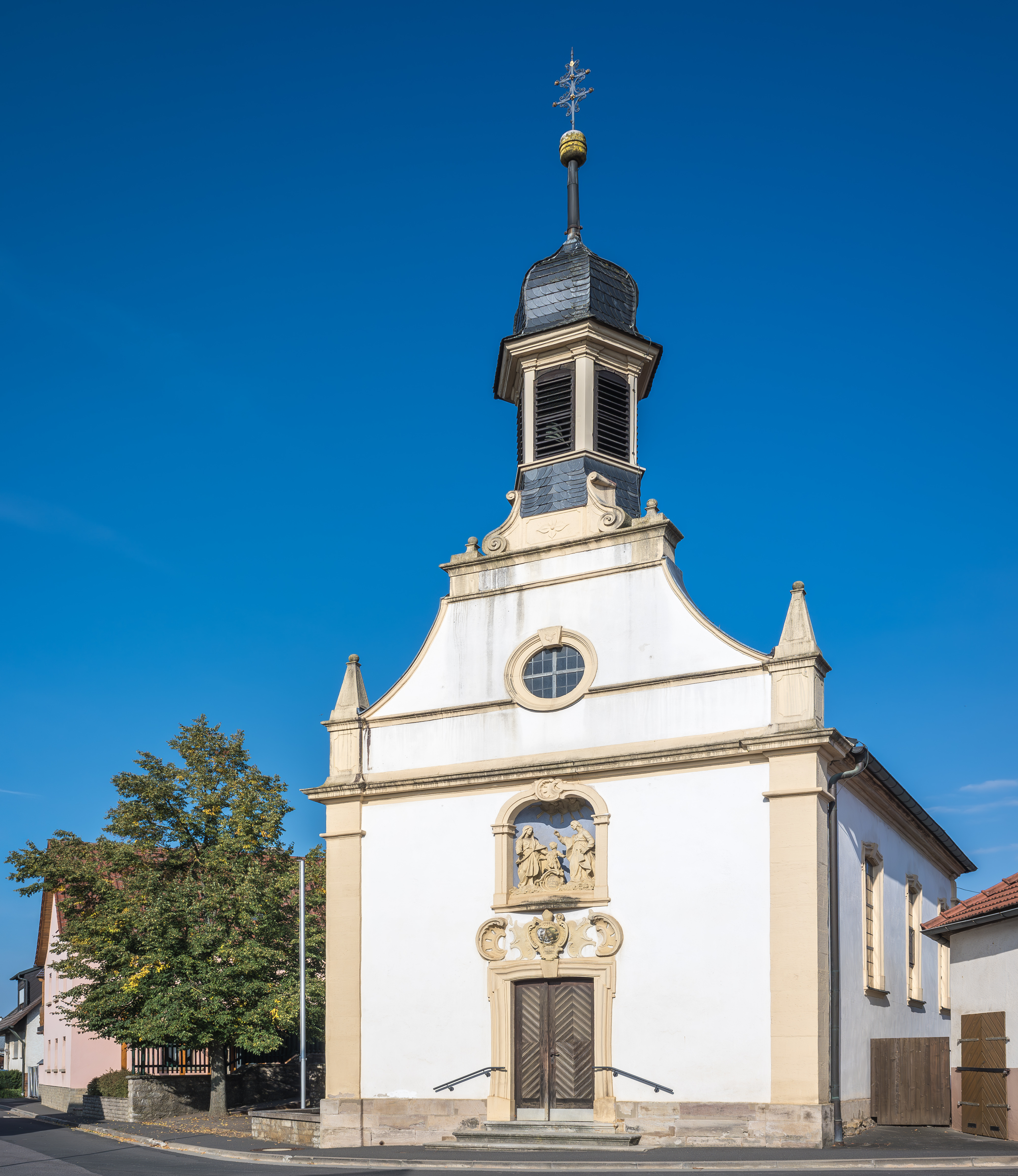
Kirche St. Karl Borromäus

Horhausen ist ein Gemeindeteil der Gemeinde Theres im unterfränkischen Landkreis Haßberge in Bayern.

## Geographische Lage
Das Kirchdorf Horhausen liegt im Süden des Gemeindegebietes, 800 m südlich des Mains. Im Osten liegt der Horhäuser See, der über den nördlich vorbeifließenden Seebach in den Main entwässert wird. Nördlich verläuft die B 26, 400 m südlich die Autobahn A 70. Durch den Ort führt eine Gemeindestraße, die über die Staatsstraße 2426 zur B 26 und zur A 70, Auffahrt Haßfurt (AS 10) führt, wodurch Horhausen sehr verkehrsgünstig liegt. Die Schweinfurter Innenstadt ist in nahezu 15 Minuten erreichbar.

## Geschichte
Das Gebiet um Horhausen war bereits seit der Mittelsteinzeit in Freilandstationen besiedelt. Davon zeugen zahlreiche Funde von Mikrolithen und einer frühmesolithischen Stichel, die an den Anhöhen am Main gefunden wurden. Zu Beginn des Neolithikums, gesellten sich zu den Menschen der Tardenoisien-Kultur die ersten Steinzeitbauern in Horhausen. Eine Siedlung der Linearbandkeramiker aus der Zeit um etwa 5200 v. Chr. ist am Pfaffenberg nahe Horhausens durch Funde belegt.
Zahlreiche Hügelgräber im Horhausener Unterforst deuten auch auf spätere Besiedlungen hin. Dabei ist ein Hügelgräberfeld der Hallstattzeit nachgewiesen. Siedlungsorte dieser frühen Eisenzeit gab es den Funden nach an den Steinsäckern im Gebiet des heutigen Horhausens und in der Nähe des Horhäuser Sees. Scherbenfunde lassen darauf schließen, dass später noch Kelten der Latènezeit diese Siedlungsorte nutzten.
In einer kaiserlichen Urkunde über den Wildbann im Steigerwald von 1023 ist von einer „öffentlichen Straße“ bei Horhausen die Rede. Damit wurde Horhausen erstmals urkundlich erwähnt. Gegründet wurde der fränkische „Hof“ Horhausen wahrscheinlich bereits in der karolingischen Siedlungsperiode um das Jahr 800. Der Name bildete sich aus dem althochdeutschen „horo“, was so viel wie „die Häuser am Sumpf“ bedeutet. Schriftstücke bezeichnen Horhausen noch bis 1377 als „curia“, also Hof.
Horhausen wurde nach der bambergischen Klostergründung in Theres um 1045 zumindest zum Teil dem Kloster zugeordnet. Zehntverpflichtungen bestanden jedoch noch bis 1142 hälftig an die würzburgische Pfarrei Donnersdorf. Auch zum Gerichtssprengel der Cent Donnersdorf gehörte Horhausen seit frühester Zeit bis zu seiner Auflösung 1802. Das geschlossene Vogteirecht über Horhausen erhielt das Kloster Theres erst 1353.
Im Dreißigjährigen Krieg wurde Horhausen im Jahre 1632 an einem Tag gleich dreimal von schwedischen Dragonern geplündert, die Bewohner wurden misshandelt. Im Jahre 1670 erhielt Horhausen eine (neue) Dorfordnung. 1811 lebten in Horhausen 128 Einwohner.
Das „alte Kapellchen“ wurde gegen Ende des 17. Jahrhunderts von einem Martin Bernhard mit seinem Sohn Karl Bernhard errichtet. Dieser kam von „Weteringen“ nach Horhausen. Es gab keinen Altar, sondern aus Stein gemeißelte Figuren des Gekreuzigten, der heiligen Jungfrau Maria und des Apostels Johannes. Diese Bildnisse sind jetzt an der Außenmauer der heutigen St.-Borromäus-Kirche angebracht und wurden vom Stifter der Kapelle aus seiner Heimat mitgebracht. Die Kapelle fasste höchstens 15 bis 20 Gläubige, die Vorderseite war offen und wurde mit hölzernen Schranken geschlossen.
Am 25. Mai 1773 wurde der Grundstein der zu der Pfarrei Obertheres gehörenden Filialkirche St. Barromäus gelegt. Bauherr dieser im Rokokostil errichteten Kirche war der Thereser Abt Bernhard Breuning unter der Bauleitung von Pater Gallus Hahn vom Kloster Theres. Geweiht wurde die Kirche bereits 1774, die Gesamtfertigstellung erfolgte jedoch erst im Jahre 1776. Die Erlaubnis zum Bau dieser Kirche wurde unter der Bedingung erteilt, „dass sie zu keiner Zeit und auf keinerlei Weise das Vorrecht des Klosters, der Marienkapelle Obertheres, oder des Oberthereser Pfarrherrn beeinträchtige“. Der Bau kostete 1165 Gulden fränkischer Währung, die Uhr 56 fl., zwei Glöckchen 95 fl., Altar, Bänke usw. 99 fl., Paramente und das heilige Gerät 99 fl. Zur Kostendeckung der neuen Kirche wurden auch die ca. 1200 Gulden herangezogen, die das alte Kapellchen noch einbrachte. Den Rest trugen verschiedene Wohltäter bei. Das Kloster Theres stellte zu Beginn leihweise einen silbernen Kelch zur Verfügung. Über dem Ostportal der Kirche prangt das Wappen der Abtei Theres. Das weiße (1753) und das rote Kreuz stammen aus den Zeiten des Klosters Theres.
Am 1. Januar 1974 wurde Horhausen im Zuge der Gebietsreform in Bayern in die Gemeinde Obertheres eingegliedert, die wiederum am 1. Mai 1978 mit den Nachbargemeinden zur Gemeinde Theres zusammengefasst wurde.

## Wappen
Entwurf
Das Ortswappen wurde 2020 von Kreisheimatpfleger und Heraldiker Günter Lipp entworfen.
Mit Annahme durch die Gemeinde Theres ist es seit 2022, neben dem Gemeindewappen, ein offizielles Ortswappen.
Fachlich heraldische Bezeichnung
„In Rot schräg gekreuzt ein goldener, nach innen gekehrter Abtsstab und ein goldener Richterstab, beide umschlungen von einer silbernen Schnur“
Symbolik
Der Abtsstab verweist darauf, dass der Ort Horhausen seit 1043 kirchlich zum Benediktinerkloster Theres gehört und heute Teil der Gemeinde ist. Der Richterstab mit der Schwurhand steht für die uralte Zugehörigkeit zur Cent Donnersdorf. Beide Stäbe sind von einer silbernen Schnur, dem Attribut des Kirchenheiligen Karl Borromäus, verbunden.

## Glocken der Kirche
Aufschrift der Kirchenglocken von Horhausen (Ersatz für die in beiden Kriegen geopferten Glocken)
- Große Glocke:

„Freudig geschaffen von allen Bewohnern Horhausen 1952…“
„Hl. Karl Boromäus schütze unsere Gemeinde…“
- Kleine Glocke:

„C. H. Lotter. Bamberg 1926“
„Muttergottes m. Jesukind“